# Encephalartos tegulaneus
Encephalartos tegulaneus là một loài thực vật hạt trần trong họ Zamiaceae. Loài này được Melville mô tả khoa học đầu tiên năm 1957.